# Bom Jesus do Araguaia
Pour les articles homonymes, voir Bom Jesus.
Bom Jesus do Araguaia est une municipalité brésilienne située dans l'État du Mato Grosso.